# Azienda del Consorzio Trasporti Veneziano

Logo des Actv

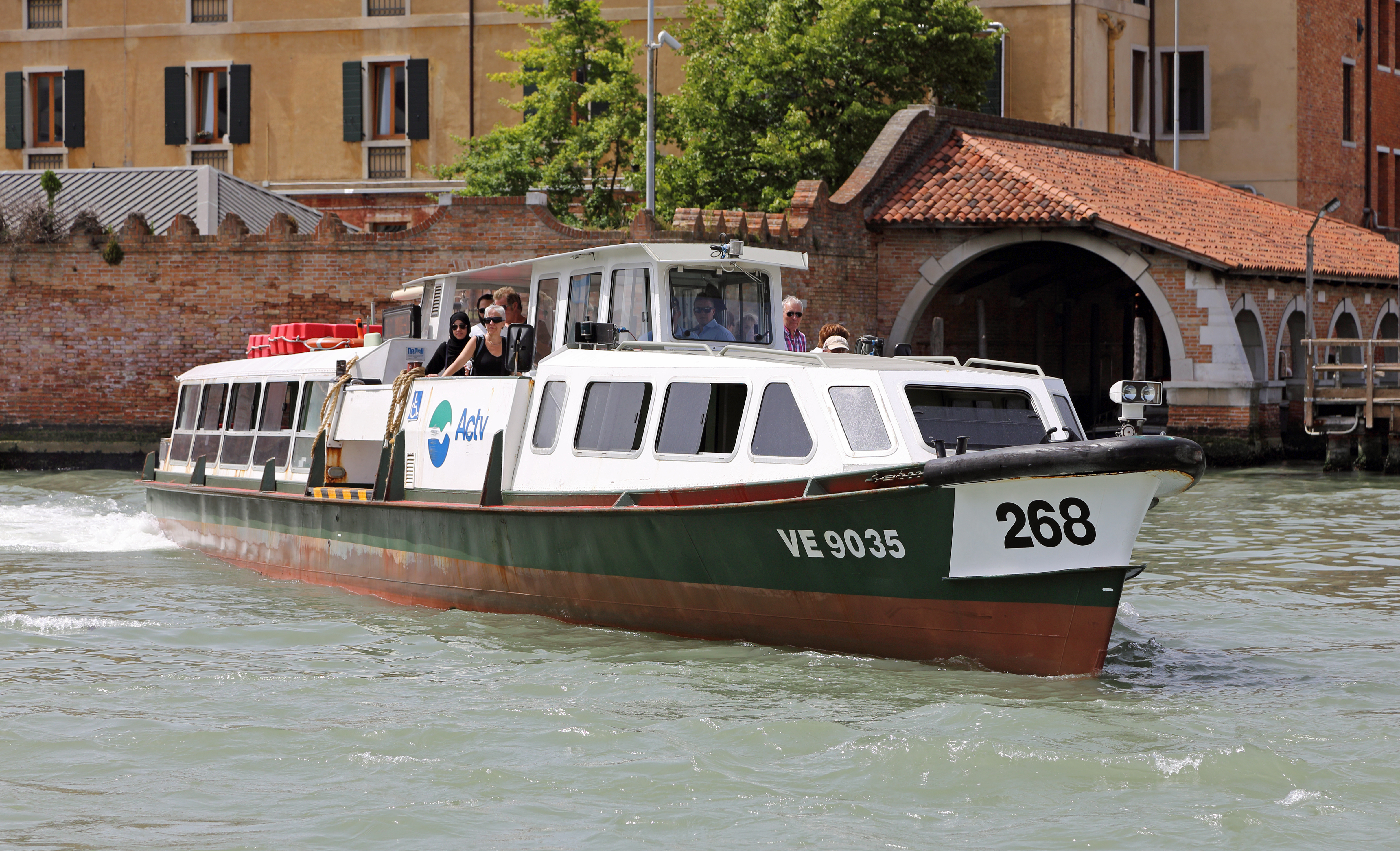
Motoscafo

Azienda del Consorzio Trasporti Veneziano (Actv, auf Deutsch Unternehmen des venezianischen Transportkonsortiums) ist ein kommunaler Verkehrsbetrieb, der seit dem 1. Oktober 1978 in der Gemeinde Venedig tätig ist. Er betreibt Autobuslinien, die Straßenbahn Venedig und die Vaporetti.

## Autobuslinien
Die Autobuslinien verbinden Venedig von der Piazzale Roma unter anderem mit Mestre, Padua und Adria. Außerdem werden auf dem Lido Autobuslinien betrieben.
Im Sommer 2019 wurden 30 Batteriebusse des Typs Solaris Urbino 12 electric bestellt, die im darauffolgenden Jahr ausgeliefert wurden. Sie werden am Lido und auf Pellestrina eingesetzt. Die Lieferung umfasste auch die Ladestationen, neun Schnellladestationen (Pantograf) sowie eine mobile und sechs stationäre Ladestationen, wo über einen Stecker geladen wird.

## Straßenbahn

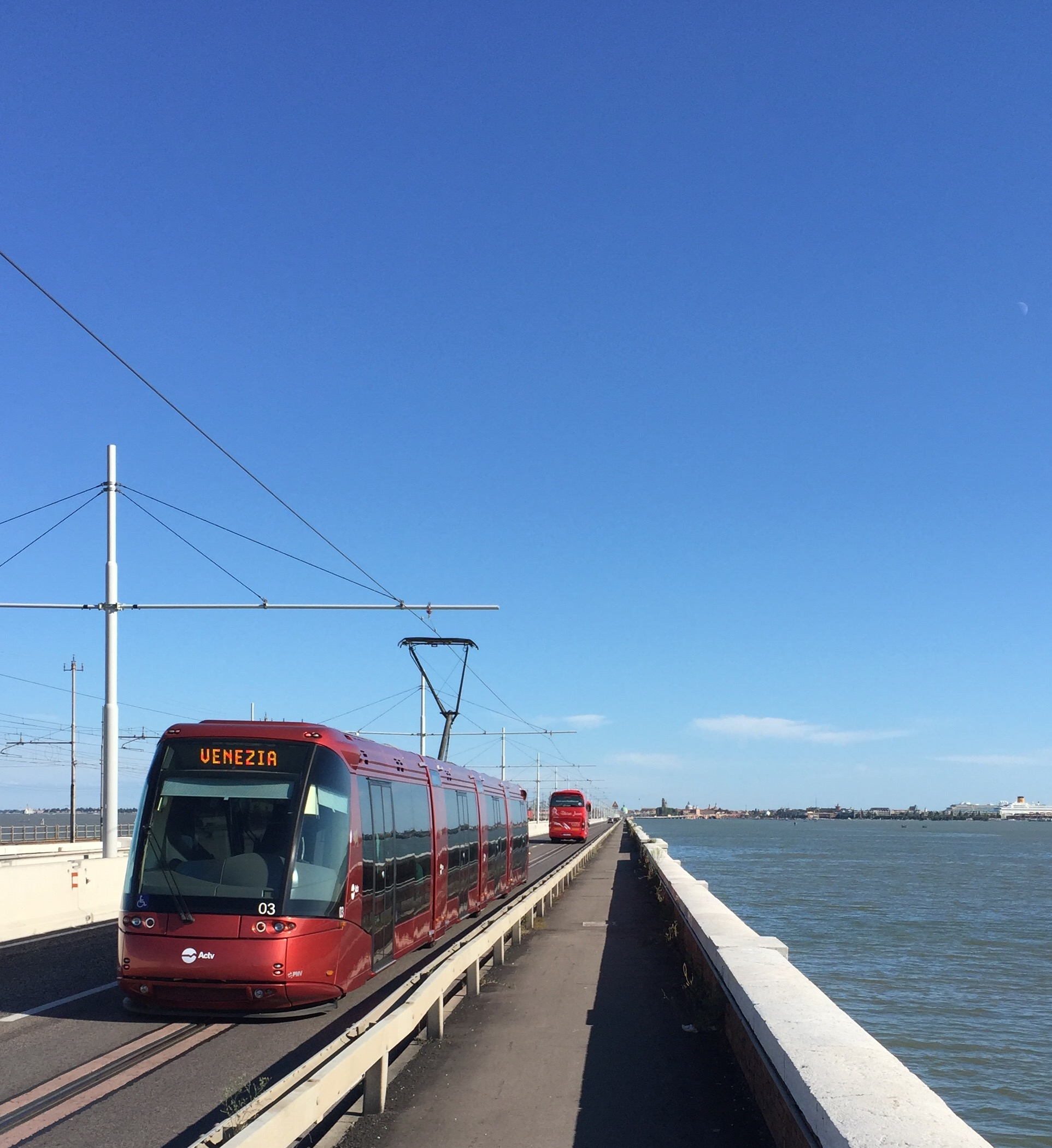
Straßenbahn basierend auf dem Translohr-System auf dem Ponte della Libertà

Es gibt zwei im Translohr-System ausgeführte Straßenbahnlinien, die als T1 und T2 bezeichnet werden. Der erste Abschnitt wurde 2010 eröffnet. Die T1 führt von der Piazzale Roma in Venedig über Mestre nach Monte Celo (Favaro Veneto). Die zweite Linie führt von Mestre nach Salamonio (Marghera).

## Linienschifffahrt

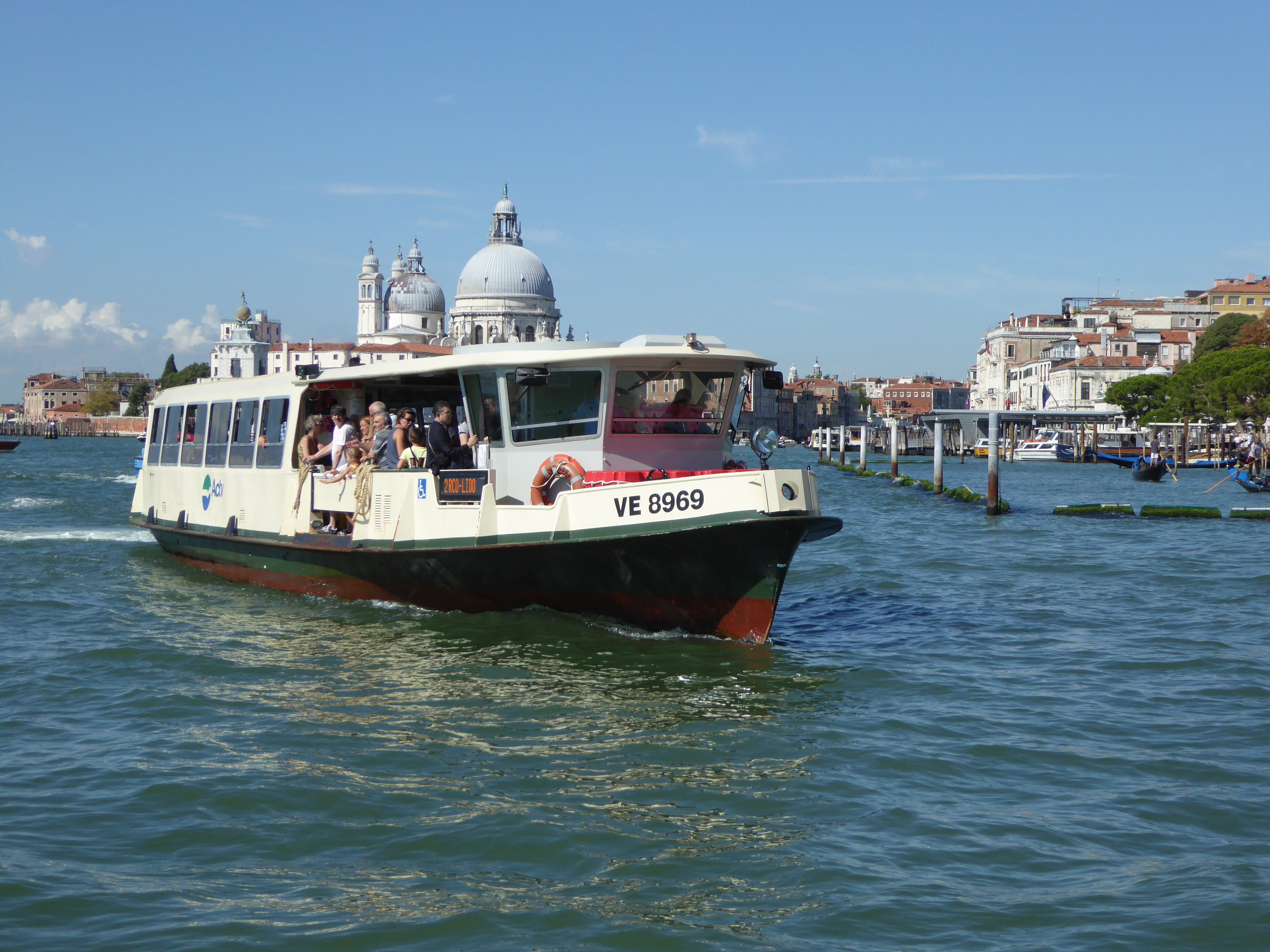
Vaporetto

Die Linienschifffahrt auf den Wasserwegen in Venedig umfasst 20 Tages- und drei Nachtlinien. Die Linie 17 ist eine Autofähre, die zwischen Tronchetto und Punta Sabbioni über den Lido verkehrt. Eine weitere besteht im Zug der Linie 11 Lido–Chioggia zwischen Santa Maria del Mare Nord auf Pellestrina und Alberoni Faro Rocchetta auf Lido. Die anderen Linien sind reine Personenfähren. Sie werden hauptsächlich von Vaporetti oder den kleineren Motoscafi bedient, es kommen aber auch größere Schiffe zum Einsatz, zum Beispiel auf der Linie 17.

### Acqua alta
Bei Acqua alta, dem winterlichen Hochwasser, muss der Vaporetto-Betrieb teilweise oder ganz eingestellt werden. Die ersten eingestellten Linien sind die Verbindungen zwischen Tre Archi und Guglie, wobei der Verkehr an den Haltestellen Tre Archi und Ferrovia endet, sowie die Strecke zwischen Tronchetto und der Piazzale Roma, an denen jeweils der Verkehr endet.

#### Acqua alta 2019

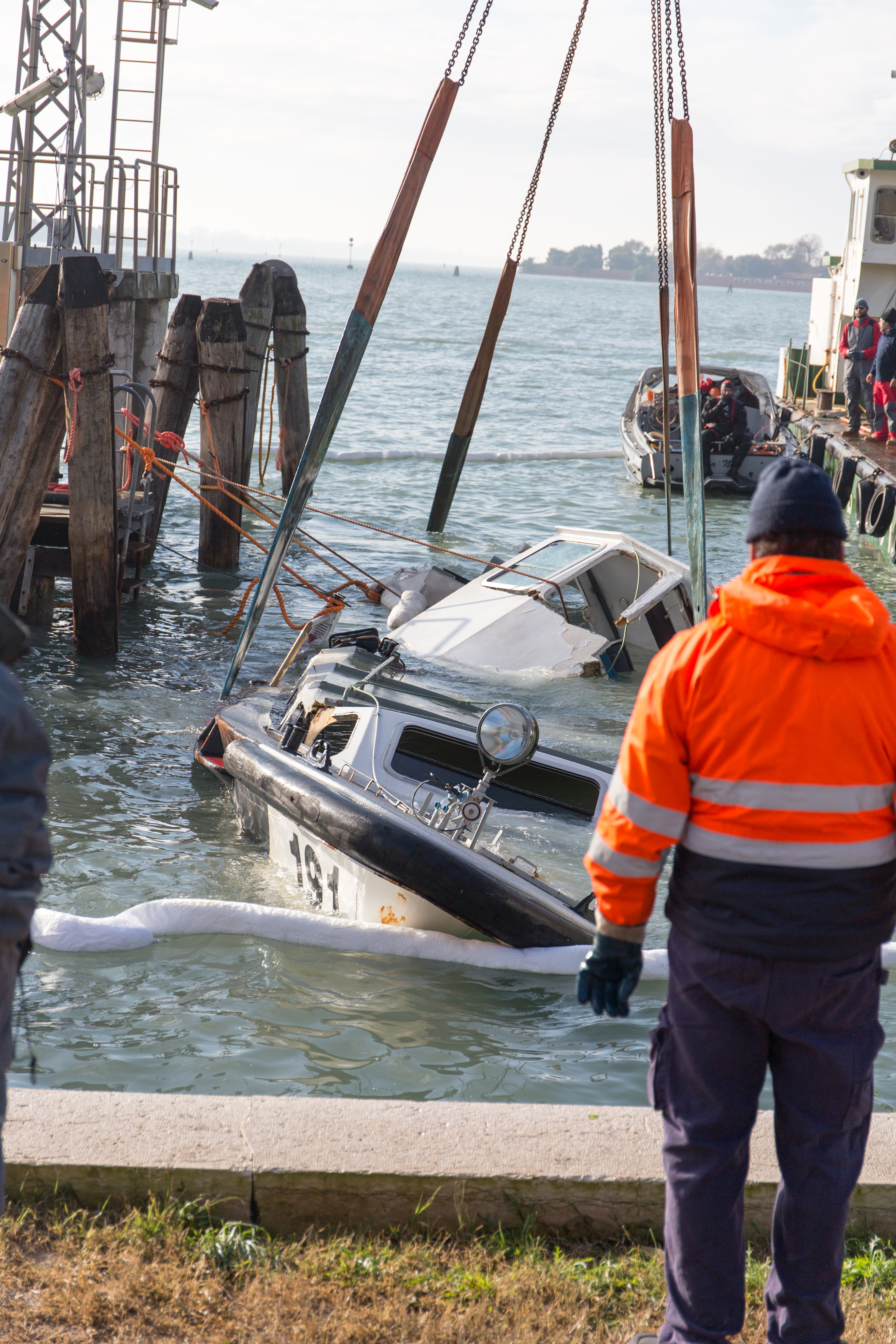
Während des Hochwassers 2019 gesunkenes Motoscafo

Beim Hochwasser 2019 wurden circa 20 Haltestellen und viele Schiffe beschädigt. An den Haltestellen waren unter anderem Zugangsbrücken und Ponton-Befestigungen abgerissen, die Beseitigung dieser Schäden zog sich bis in den April 2020 hin. Bei der Flotte reichte die Spannweite der Beschädigungen von gestrandeten bis zu gesunkenen Schiffen.

### Tageslinien
Mit Stand 2019 umfasst die Linienschifffahrt der Actv die folgenden Tageslinien.

Vaporetto-Linien der ACTV

Vaporetto-Linien in der Lagune von Venedig

#### Linie 1
Die Linie 1 fährt entlang des Canal Grande von der Piazzale Roma über den Bahnhof Venezia Santa Lucia (Haltestelle Ferrovia) vorbei an der Rialtobrücke und dem Markusplatz zum Lido de Venezia. Auf ihr verkehren Vaporetti.

##### Linie 1/
Zusätzlich gibt es die Linie 1/, eine sogenannte gestrichene Linie. Sie dient als Verstärkerlinie für die Linie 1, die vormittags von der Piazzale Roma über den Bahnhof Venezia Santa Lucia (Haltestelle Ferrovia) zur Rialtobrücke fährt.

#### Linie 2
Die Linie 2 umrundet die Sestiere Dorsoduro, Santa Croce und San Polo, ausgehend von San Marco Gardinetti über den Canal Grande, vorbei an Rialto-Brücke und dem Bahnhof und durch den Canale della Giudecca über San Giorgio zur Station San Zaccaria. Auf ihr verkehren Vaporetti.

##### Linie 2/
Die Linie 2/ fährt vormittags von der Piazzale Roma zur Rialto-Brücke und nachmittags von der Station S. Marco über Rialto zur Station Piazzale Roma sowie von der Station Rialto über die Piazzale Roma und Tronchetto zur Station S. Marco.

#### Linie 3
Die Linie 3 fährt von der Piazzale Roma über den Bahnhof Venezia Santa Lucia (Haltestelle Ferrovia) direkt zur Insel Murano. Auf ihr verkehren Motoscafi.

#### Linien 4.1 und 4.2
Die Linien 4.1 und 4.2 umrunden als Ringlinien die Bezirke Dorsoduro, Santa Croce, S. Polo, S. Marco, Castello, Cannaregio und Murano. Die Linie 4.1 fährt gegen, die Linie 4.2 im Uhrzeigersinn. Die Linien beginnen und enden jeweils an der Station Fondamente Nove. Auf ihnen verkehren Motoscafi.

#### Linien 5.1 und 5.2
Ähnlich der Linien 4.1 und 4.2 umrunden die Linien 5.1 und 5.2 die Bezirke Dorsoduro, Santa Croce, S. Polo, S. Marco, Castello, Cannaregio, fahren jedoch nicht nach Murano, sondern weiter zum Lido. Die Linie 5.1 fährt gegen den, die Linie 5.2 im Uhrzeigersinn. Die Linien beginnen und enden jeweils am Lido. Auf ihnen verkehren Motoscafi.

#### Linie 6
Die Linie 6 führt von der Piazzale Roma über den Guidecca-Kanal zur Insel Lido (und umgekehrt). Auf ihr verkehren Motoscafi. Aufgrund einer geringen Anzahl an Haltestellen ist es die schnellste Linie, um vom Piazzale Roma zum Lido zu gelangen, und ebenso zum Besuch der Ausstellungen der Biennale (Haltestelle Giardini Biennale) oder der Insel Sant’Elena.

#### Linie 7
Die Linie 7 führt saisonal von San Marco nach Murano.

#### Linie 8
Die Linie 8 führt saisonal von der Station Sacca Fisola entlang des Canale della Giudecca zum Lido.

#### Linie 9
Die Linie 9 führt morgens mehrmals von Torcello nach Burano.

#### Linie 10
Die Schiffe der Linie 10 fahren morgens mehrmals von der Station Zattere entlang des Canale della Giudecca zum Lido.

#### Linie 11
Die Linie 11 führt vom Lido über Pellestrina nach Chioggia. Diese Linie ist eine Mischung aus Bus- und Schiffslinie mit durchgehendem Fahrplan und Tarif. Zwischen Lido und Pellestrina werden Busse eingesetzt, die über die Einfahrt von Alberoni trajektiert werden. Zwischen Pellestrina und Chioggia verkehren dagegen Schiffe, sodass Fahrgäste, die die Gesamtstrecke nutzen, einmal umsteigen müssen. Die Busse verkehren zwischen Lido und Pellestrina im Halbstunden-, die Schiffe zwischen Pellestrina und Chioggia im Stundentakt. Auf den Seestrecken der Linie 11 ist die Mitnahme von Fahrrädern möglich.

#### Linie 12
Die Linie 12 führt von der Station Fondamente Nove über Murano und Burano nach Punta Sabbioni. Auf ihr verkehren Vaporetti.

#### Linie 13
Die Linie 13 verkehrt von der Station Fondamente Nove über Vignole, Capannone auf der Insel Sant’Erasmo nach Treporti. Auf Wunsch bedienen die Schiffe auch die Insel Lazzaretto Nuovo.

#### Linie 14
Die Linie 14 verkehrt von der Station San Zaccaria über den Lido nach Punta Sabbioni.

#### Linie 15
Die Linie 15 führt Verstärkerfahrten von San Zaccaria zum Lido durch.

#### Linie 16
Die Linie 16 führt von Fusina auf dem Festland zur Station Zattare. Für diese Strecke gelten Sondertarife.

#### Linie 17
Die Linie 17 führt von Tronchetto über den Lido nach Punta Sabbioni. Sie ist neben der Verbindung über die Einfahrt von Alberoni im Zug der Linie 11 die einzige Autofährverbindung.

#### Linie 18
Die Linie 18 führt saisonal vom Lido nach Murano und zur Station Forte Massimiliano auf der Insel S. Erasmo.

#### Linie 20
Die Linie 20 bedient von der Station San Zaccaria die Inseln S. Servolo und S. Lazzaro.

#### Linie 22
Die Linie 22 führt von Tre Archi über die Stationen Fondamente Nove und Bacini nach Punta Sabbioni.

### Nachtlinien

#### Linie N
Die Nachtlinie N umrundet, ähnlich der Linie 2, den Dorsoduro, Santa Croce und S.Polo, die Fahrten beginnen und enden jedoch am Lido.

#### Linie N NLN
Die Nachtlinie N NLN (Notturno Laguna Nord) führt von der Station Fondamente Nove über die Station Murano Fuso, Vignole, Capannone auf der Insel Sant’Erasmo, Burano, Torcello, Treporti nach Punta Sabbioni.

#### Linie N NMU
Die Nachtlinie N NMU (Notturno Murano) startet und endet an der Station Fondamente Nove und umrundet Murano.

### Liste der Haltestellen
Diese Liste wird periodisch von Wikidata aus durch diesen Bot automatisch generiert. Manuelle Bearbeitungen werden beim nächsten Update gelöscht!
| Haltestelle                        | Die Haltestelle wird von folgenden Linien bedient                                                                           | Bild der Haltestelle | Lage                                                    |
| ---------------------------------- | --- | -------------------- | ------------------------------------------------------- |
| Fondamente Nove "A"                | ACTV-Linie 12 Alilaguna Linie A Alilaguna Linie B Alilaguna Linie R                                                         |                      | 45° 26′ 38″ N, 12° 20′ 21″ O                            |
| Fondamente Nove "C"                | ACTV-Linie 4.1 ACTV Linie 5.1 ACTV Linie 22                                                                                 |                      | 45° 26′ 35″ N, 12° 20′ 27″ O                            |
| Fondamente Nove "D"                | ACTV Linie 4.2 ACTV Linie 5.2 ACTV-Linie 13 ACTV Linie 22                                                                   |                      | Fehlender Parameter region 45° 26′ 34″ N, 12° 20′ 28″ O |
| Zattere "B"                        | ACTV Linie 2 ACTV Linie 5.1 ACTV Linie 6 ACTV-Linie N ACTV Linie 10                                                         |                      | 45° 25′ 45″ N, 12° 19′ 35″ O                            |
| Zattere Gesuati                    | ACTV Linie 16 |                      | 45° 25′ 45″ N, 12° 19′ 38″ O                            |
| Giudecca Palanca "B"               | ACTV Linie 2 ACTV Linie 4.2 ACTV Linie 8                                                                                    |                      | Fehlender Parameter region 45° 25′ 37″ N, 12° 19′ 32″ O |
| Museo "B"                          | ACTV Linie 4.2 |                      | 45° 27′ 22″ N, 12° 21′ 19″ O                            |
| Sacca Fisola "B"                   | ACTV Linie 4.2 ACTV Linie 2 ACTV Linie 8 ACTV-Linie N                                                                       |                      | 45° 25′ 44″ N, 12° 18′ 59″ O                            |
| Guglie "B"                         | ACTV-Linie 4.1 ACTV Linie 5.1                                                                                               |                      | 45° 26′ 40″ N, 12° 19′ 27″ O                            |
| Zitelle "B"                        | ACTV Linie 4.2 ACTV Linie 2 ACTV-Linie N ACTV Linie 8                                                                       |                      | 45° 25′ 36″ N, 12° 20′ 16″ O                            |
| Ferrovia "A"                       | ACTV Linie 2 ACTV-Linie N                                                                                                   |                      | 45° 26′ 28″ N, 12° 19′ 20″ O                            |
| Piazzale Roma Santa Chiara "G"     | ACTV Linie 2 ACTV-Linie N                                                                                                   |                      | 45° 26′ 20″ N, 12° 19′ 9″ O                             |
| Lido Santa Maria Elisabetta "B"    | ACTV Linie 5.2 ACTV Linie 6 ACTV-Linie N                                                                                    |                      | 45° 25′ 5″ N, 12° 22′ 7″ O                              |
| Riva di Biasio "B"                 | ACTV Linie 1 ACTV-Linie N                                                                                                   |                      | 45° 26′ 31″ N, 12° 19′ 32″ O                            |
| San Marcuola "A"                   | ACTV Linie 1 ACTV Linie 2 ACTV-Linie N                                                                                      |                      | 45° 26′ 33″ N, 12° 19′ 44″ O                            |
| San Stae                           | ACTV Linie 1 ACTV-Linie N Alilaguna Linie A                                                                                 |                      | 45° 26′ 30″ N, 12° 19′ 51″ O                            |
| Ca' D' Oro                         | ACTV Linie 1 ACTV-Linie N                                                                                                   |                      | 45° 26′ 26″ N, 12° 20′ 2″ O                             |
| Rialto Mercato                     | ACTV Linie 1 ACTV-Linie N                                                                                                   |                      | 45° 26′ 22″ N, 12° 20′ 7″ O                             |
| Rialto "C"                         | ACTV Linie 2 ACTV-Linie N                                                                                                   |                      | 45° 26′ 15″ N, 12° 20′ 7″ O                             |
| San Silvestro                      | ACTV Linie 1 |                      | 45° 26′ 12″ N, 12° 19′ 59″ O                            |
| Sant'Angelo                        | ACTV Linie 1 Alilaguna Linie A                                                                                              |                      | 45° 26′ 8″ N, 12° 19′ 49″ O                             |
| San Tomà "B"                       | ACTV Linie 1 ACTV Linie 2 ACTV-Linie N                                                                                      |                      | Fehlender Parameter region 45° 26′ 7″ N, 12° 19′ 41″ O  |
| Ca' Rezzonico                      | ACTV Linie 1 Alilaguna Linie A                                                                                              |                      | 45° 26′ 0″ N, 12° 19′ 38″ O                             |
| Accademia "A"                      | ACTV Linie 1 ACTV Linie 2 ACTV-Linie N                                                                                      |                      | 45° 25′ 54″ N, 12° 19′ 43″ O                            |
| Giglio                             | ACTV Linie 1 Alilaguna Linie A                                                                                              |                      | 45° 25′ 53″ N, 12° 19′ 57″ O                            |
| Salute                             | ACTV Linie 1 |                      | 45° 25′ 52″ N, 12° 20′ 4″ O                             |
| San Marco Vallaresso "B"           | ACTV Linie 1 ACTV-Linie N                                                                                                   |                      | 45° 25′ 56″ N, 12° 20′ 14″ O                            |
| San Zaccaria (Danieli) "F"         | ACTV Linie 1 ACTV-Linie N ACTV Linie 5.1                                                                                    |                      | Fehlender Parameter region 45° 26′ 0″ N, 12° 20′ 31″ O  |
| Arsenale "A"                       | ACTV Linie 1 ACTV Linie 4.2 Alilaguna Linie B Alilaguna Linie R                                                             |                      | 45° 25′ 58″ N, 12° 20′ 55″ O                            |
| Giardini "B"                       | ACTV Linie 1 ACTV Linie 8 ACTV-Linie N                                                                                      |                      | 45° 25′ 47″ N, 12° 21′ 17″ O                            |
| Sant'Elena - Stadio P.L. Penzo "C" | ACTV Linie 1 ACTV-Linie 4.1 ACTV Linie 5.1 ACTV Linie 6 ACTV-Linie N                                                        |                      | 45° 25′ 32″ N, 12° 21′ 38″ O                            |
| San Marco Giardinetti              | ACTV Linie 2 ACTV Linie 10 Alilaguna Linie B Alilaguna Linie R                                                              |                      | 45° 25′ 56″ N, 12° 20′ 17″ O                            |
| San Giorgio                        | ACTV Linie 2 ACTV-Linie N                                                                                                   |                      | 45° 25′ 46″ N, 12° 20′ 32″ O                            |
| Zitelle "A"                        | ACTV Linie 2 ACTV-Linie 4.1 ACTV-Linie N ACTV Linie 8                                                                       |                      | 45° 25′ 36″ N, 12° 20′ 16″ O                            |
| Redentore                          | ACTV Linie 2 ACTV-Linie 4.1 ACTV Linie 4.2 ACTV-Linie N ACTV Linie 8                                                        |                      | Fehlender Parameter region 45° 25′ 32″ N, 12° 19′ 55″ O |
| Giudecca Palanca "A"               | ACTV Linie 2 ACTV-Linie 4.1 ACTV Linie 8 ACTV-Linie N                                                                       |                      | Fehlender Parameter region 45° 25′ 37″ N, 12° 19′ 31″ O |
| Zattere "A"                        | ACTV Linie 2 ACTV Linie 5.2 ACTV Linie 6 ACTV Linie 10 ACTV-Linie N Alilaguna Linie B                                       |                      | 45° 25′ 45″ N, 12° 19′ 36″ O                            |
| San Basilio                        | ACTV Linie 2 ACTV Linie 6 ACTV Linie 8 ACTV-Linie N                                                                         |                      | 45° 25′ 50″ N, 12° 19′ 15″ O                            |
| Sacca Fisola "A"                   | ACTV Linie 2 ACTV-Linie 4.1 ACTV Linie 8 ACTV-Linie N                                                                       |                      | 45° 25′ 44″ N, 12° 18′ 56″ O                            |
| Tronchetto "A" (Parkhaus)          | ACTV Linie 2 ACTV-Linie N Alilaguna Linie B                                                                                 |                      | 45° 26′ 25″ N, 12° 18′ 24″ O                            |
| Tronchetto Mercato                 | ACTV Linie 2 ACTV-Linie N                                                                                                   |                      | 45° 26′ 29″ N, 12° 18′ 34″ O                            |
| San Samuele                        | ACTV Linie 2 ACTV-Linie N                                                                                                   |                      | 45° 26′ 1″ N, 12° 19′ 39″ O                             |
| Piazzale Roma Parisi "E"           | ACTV-Linie 4.1 |                      | 45° 26′ 22″ N, 12° 19′ 7″ O                             |
| Murano Colonna "B"                 | ACTV Linie 4.2 ACTV Linie 7 ACTV Linie 18                                                                                   |                      | Fehlender Parameter region 45° 27′ 4″ N, 12° 20′ 56″ O  |
| Venier                             | ACTV Linie 3 ACTV-Linie 4.1 ACTV Linie 4.2 ACTV-Linie N NMU                                                                 |                      | 45° 27′ 27″ N, 12° 21′ 4″ O                             |
| Punta Sabbioni                     | ACTV-Linie 12 ACTV Linie 14 ACTV Linie 15 ACTV Linie 22 ACTV-Linie N NLN                                                    |                      | Fehlender Parameter region 45° 26′ 51″ N, 12° 25′ 29″ O |
| Mazzorbo                           | ACTV-Linie 12 ACTV-Linie N NLN                                                                                              |                      | 45° 29′ 17″ N, 12° 24′ 34″ O                            |
| Vignole                            | ACTV-Linie 13 ACTV-Linie N NLN                                                                                              |                      | 45° 26′ 37″ N, 12° 22′ 35″ O                            |
| Capannone                          | ACTV-Linie 13 ACTV-Linie N NLN                                                                                              |                      | 45° 27′ 17″ N, 12° 23′ 19″ O                            |
| Chiesa                             | ACTV-Linie 13 ACTV-Linie N NLN                                                                                              |                      | 45° 27′ 34″ N, 12° 24′ 36″ O                            |
| Punta Vela                         | ACTV-Linie 13 ACTV-Linie N NLN                                                                                              |                      | 45° 28′ 6″ N, 12° 25′ 13″ O                             |
| Lido San Nicolò ferry              | ACTV Linie 17 |                      | 45° 25′ 34″ N, 12° 22′ 43″ O                            |
| Da Mula                            | ACTV Linie 3 ACTV-Linie 4.1 ACTV Linie 4.2                                                                                  |                      | 45° 27′ 22″ N, 12° 21′ 7″ O                             |
| Museo "A"                          | ACTV Linie 3 ACTV-Linie 4.1 ACTV-Linie N NMU Alilaguna Linie B Alilaguna Linie R                                            |                      | 45° 27′ 22″ N, 12° 21′ 20″ O                            |
| Navagero                           | ACTV Linie 3 ACTV-Linie 4.1 ACTV Linie 4.2 ACTV Linie 7 ACTV Linie 18 ACTV-Linie N NMU                                      |                      | 45° 27′ 17″ N, 12° 21′ 24″ O                            |
| Faro                               | ACTV Linie 3 ACTV-Linie 4.1 ACTV Linie 4.2 ACTV Linie 7 ACTV-Linie 13 ACTV Linie 18 ACTV-Linie N NLN ACTV-Linie N NMU       |                      | 45° 27′ 9″ N, 12° 21′ 17″ O                             |
| Fondamente Nove "B"                | ACTV-Linie 4.1 ACTV Linie 4.2 ACTV-Linie N NLN ACTV-Linie N NMU                                                             |                      | 45° 26′ 35″ N, 12° 20′ 26″ O                            |
| Guglie "A"                         | ACTV Linie 4.2 ACTV Linie 5.2 Alilaguna Linie A                                                                             |                      | 45° 26′ 39″ N, 12° 19′ 28″ O                            |
| Crea                               | ACTV-Linie 4.1 ACTV Linie 4.2                                                                                               |                      | 45° 26′ 43″ N, 12° 19′ 16″ O                            |
| Tre Archi                          | ACTV Linie 5.1 ACTV Linie 5.2 ACTV Linie 22                                                                                 |                      | 45° 26′ 47″ N, 12° 19′ 11″ O                            |
| San Alvise                         | ACTV-Linie 4.1 ACTV Linie 4.2 ACTV Linie 5.1 ACTV Linie 5.2                                                                 |                      | 45° 26′ 55″ N, 12° 19′ 46″ O                            |
| Orto                               | ACTV-Linie 4.1 ACTV Linie 4.2 ACTV Linie 5.1 ACTV Linie 5.2 Alilaguna Linie A                                               |                      | 45° 26′ 52″ N, 12° 19′ 58″ O                            |
| Cimitero                           | ACTV-Linie 4.1 ACTV Linie 4.2                                                                                               |                      | 45° 26′ 55″ N, 12° 20′ 45″ O                            |
| Serenella                          | ACTV-Linie 4.1 ACTV Linie 4.2 ACTV-Linie N NMU                                                                              |                      | 45° 27′ 17″ N, 12° 20′ 51″ O                            |
| Ospedale                           | ACTV-Linie 4.1 ACTV Linie 4.2 ACTV Linie 5.1 ACTV Linie 5.2 ACTV-Linie 12 ACTV Linie 22 Alilaguna Linie B Alilaguna Linie R |                      | 45° 26′ 27″ N, 12° 20′ 41″ O                            |
| Celestia                           | ACTV-Linie 4.1 ACTV Linie 4.2 ACTV Linie 5.1 ACTV Linie 5.2                                                                 |                      | 45° 26′ 21″ N, 12° 20′ 59″ O                            |
| Bacini                             | ACTV-Linie 4.1 ACTV Linie 4.2 ACTV Linie 5.1 ACTV Linie 5.2 ACTV Linie 22 Alilaguna Linie B Alilaguna Linie R               |                      | Fehlender Parameter region 45° 26′ 21″ N, 12° 21′ 26″ O |
| San Pietro di Castello             | ACTV-Linie 4.1 ACTV Linie 4.2 ACTV Linie 5.1 ACTV Linie 5.2                                                                 |                      | 45° 26′ 2″ N, 12° 21′ 43″ O                             |
| Certosa                            | ACTV-Linie 4.1 ACTV Linie 4.2 Alilaguna Linie B                                                                             |                      | 45° 25′ 50″ N, 12° 22′ 3″ O                             |
| Santa Marta                        | ACTV-Linie 4.1 ACTV Linie 4.2 ACTV Linie 5.1 ACTV Linie 5.2 ACTV Linie 6                                                    |                      | 45° 26′ 1″ N, 12° 18′ 40″ O                             |
| Spirito Santo                      | ACTV Linie 6 |                      | Fehlender Parameter region 45° 25′ 42″ N, 12° 19′ 55″ O |
| Piazzale Roma Parisi "D"           | ACTV Linie 3 ACTV Linie 5.2 ACTV Linie 4.2                                                                                  |                      | Fehlender Parameter region 45° 26′ 22″ N, 12° 19′ 6″ O  |
| Torcello                           | ACTV Linie 9 ACTV-Linie 12 ACTV-Linie N NLN                                                                                 |                      | 45° 29′ 42″ N, 12° 24′ 44″ O                            |
| Burano "C"                         | ACTV-Linie 12 ACTV-Linie N NLN                                                                                              |                      | Fehlender Parameter region 45° 29′ 15″ N, 12° 25′ 0″ O  |
| Chioggia                           | ACTV-Linie 11 |                      | 45° 13′ 25″ N, 12° 16′ 50″ O                            |
| Caroman                            | ACTV-Linie 11 |                      | 45° 14′ 37″ N, 12° 17′ 38″ O                            |
| Pellestrina - Cimitero             | ACTV-Linie 11 |                      | Fehlender Parameter region 45° 15′ 46″ N, 12° 18′ 0″ O  |
| S.Maria del Mare                   | ACTV-Linie 11 |                      | 45° 19′ 58″ N, 12° 19′ 1″ O                             |
| Alberoni (Faro Rocchetta)          | ACTV-Linie 11 |                      | 45° 20′ 30″ N, 12° 18′ 32″ O                            |
| Treporti                           | ACTV-Linie 12 ACTV-Linie 13 ACTV-Linie N NLN                                                                                |                      | 45° 28′ 18″ N, 12° 26′ 50″ O                            |
| Fusina                             | ACTV Linie 16 |                      | 45° 25′ 6″ N, 12° 15′ 31″ O                             |
| Tronchetto ferry                   | ACTV Linie 17 |                      | 45° 26′ 17″ N, 12° 18′ 14″ O                            |
| San Servolo                        | ACTV Linie 20 ACTV Linie 10                                                                                                 |                      | 45° 25′ 11″ N, 12° 21′ 19″ O                            |
| Lazzaretto Nuovo                   | ACTV-Linie 13 |                      | 45° 27′ 18″ N, 12° 23′ 13″ O                            |
| Piazzale Roma "F"                  | ACTV Linie 2 |                      | 45° 26′ 20″ N, 12° 19′ 8″ O                             |
| Piazzale Roma "C"                  | ACTV Linie 1 |                      | 45° 26′ 23″ N, 12° 19′ 4″ O                             |
| Tronchetto                         | People Mover Venedig |                      | 45° 26′ 31″ N, 12° 18′ 30″ O                            |
| Marittima                          | People Mover Venedig |                      | 45° 26′ 24″ N, 12° 18′ 46″ O                            |
| Piazzale Roma                      | People Mover Venedig |                      | 45° 26′ 16″ N, 12° 19′ 2″ O                             |
| Aeroporto                          | Alilaguna Linie A Alilaguna Linie B Alilaguna Linie R                                                                       |                      | 45° 30′ 2″ N, 12° 20′ 13″ O                             |
| Molino Stucky                      | Alilaguna Linie B |                      | 45° 25′ 42″ N, 12° 19′ 13″ O                            |
| Cruise Terminal                    | Alilaguna Linie R |                      | 45° 26′ 17″ N, 12° 18′ 44″ O                            |
| Lido Casino'                       | ACTV Linie 20 |                      | 45° 24′ 25″ N, 12° 22′ 1″ O                             |
| San Marco - San Zaccaria "B"       | ACTV Linie 2 ACTV Linie 20                                                                                                  |                      | 45° 26′ 1″ N, 12° 20′ 39″ O                             |
| Piazzale Roma "B"                  | ACTV Linie 5.1 ACTV Linie 6                                                                                                 |                      | 45° 26′ 20″ N, 12° 18′ 58″ O                            |
| Ferrovia "E"                       | ACTV Linie 1 |                      | 45° 26′ 24″ N, 12° 19′ 15″ O                            |
| Ferrovia "D"                       | ACTV Linie 3 ACTV Linie 4.2 ACTV Linie 5.2                                                                                  |                      | 45° 26′ 25″ N, 12° 19′ 17″ O                            |
| Ferrovia "C"                       | ACTV Linie 3 ACTV-Linie 4.1 ACTV Linie 5.1                                                                                  |                      | 45° 26′ 25″ N, 12° 19′ 17″ O                            |
| Ferrovia "B"                       | ACTV Linie 2 ACTV-Linie N                                                                                                   |                      | 45° 26′ 27″ N, 12° 19′ 19″ O                            |
| Ferrovia                           | Alilaguna Linie B |                      | 45° 26′ 23″ N, 12° 19′ 9″ O                             |
| Murano Colonna "A"                 | ACTV Linie 3 ACTV-Linie 4.1 ACTV-Linie N NMU                                                                                |                      | 45° 27′ 4″ N, 12° 20′ 57″ O                             |
| Murano Colonna "C"                 | ACTV-Linie 4.1 Alilaguna Linie B                                                                                            |                      | 45° 27′ 4″ N, 12° 20′ 55″ O                             |
| San Marco - San Zaccaria "B1"      | Alilaguna Linie B |                      | 45° 26′ 1″ N, 12° 20′ 38″ O                             |
| San Zaccaria (Danieli) "E"         | ACTV Linie 1 |                      | 45° 26′ 0″ N, 12° 20′ 32″ O                             |
| San Zaccaria (Pietà) "A"           | ACTV Linie 14 ACTV Linie 15                                                                                                 |                      | 45° 26′ 0″ N, 12° 20′ 42″ O                             |
| San Zaccaria - (Jolanda) "D"       | ACTV-Linie 4.1 ACTV Linie 7 ACTV-Linie N                                                                                    |                      | 45° 26′ 0″ N, 12° 20′ 34″ O                             |
| San Zaccaria - (Jolanda) "C"       | ACTV Linie 4.2 ACTV Linie 5.2                                                                                               |                      | 45° 26′ 0″ N, 12° 20′ 35″ O                             |
| Giardini Biennale "A"              | ACTV Linie 4.2 ACTV Linie 5.2 ACTV Linie 6                                                                                  |                      | Fehlender Parameter region 45° 25′ 44″ N, 12° 21′ 22″ O |
| Giardini Biennale "B"              | ACTV-Linie 4.1 ACTV Linie 5.1 ACTV Linie 6                                                                                  |                      | Fehlender Parameter region 45° 25′ 45″ N, 12° 21′ 21″ O |
| Burano "A"                         | ACTV Linie 9 |                      | 45° 29′ 16″ N, 12° 24′ 55″ O                            |
| Burano "B"                         | ACTV-Linie 12 ACTV Linie 14 ACTV-Linie N NLN                                                                                |                      | 45° 29′ 15″ N, 12° 24′ 58″ O                            |
| Lido San Nicolò                    | ACTV Linie 8 ACTV Linie 14 ACTV Linie 18                                                                                    |                      | 45° 25′ 28″ N, 12° 22′ 38″ O                            |
| Sant' Erasmo Forte Massimiliano    | ACTV Linie 18 |                      | 45° 26′ 43″ N, 12° 23′ 29″ O                            |
| Faro "A1"                          | ACTV-Linie 12 |                      | 45° 27′ 11″ N, 12° 21′ 21″ O                            |
| Lido Santa Maria Elisabetta "C"    | Alilaguna Linie B ACTV Linie 14 Alilaguna Linie R                                                                           |                      | 45° 25′ 4″ N, 12° 22′ 6″ O                              |
| Lido Santa Maria Elisabetta "D"    | ACTV Linie 1 ACTV-Linie N                                                                                                   |                      | 45° 25′ 3″ N, 12° 22′ 4″ O                              |
| Riva di Biasio "A"                 | ACTV Linie 5.1 ACTV Linie 5.2                                                                                               |                      | 45° 26′ 31″ N, 12° 19′ 30″ O                            |
| San Marcuola "B"                   | ACTV Linie 1 ACTV Linie 2 ACTV-Linie N                                                                                      |                      | 45° 26′ 33″ N, 12° 19′ 42″ O                            |
| Rialto "D"                         | ACTV Linie 2 ACTV-Linie N Alilaguna Linie A                                                                                 |                      | Fehlender Parameter region 45° 26′ 15″ N, 12° 20′ 8″ O  |
| Rialto "B"                         | ACTV Linie 1 |                      | 45° 26′ 13″ N, 12° 20′ 5″ O                             |
| Rialto "A"                         | ACTV Linie 1 |                      | 45° 26′ 13″ N, 12° 20′ 4″ O                             |
| San Tomà "A"                       | ACTV Linie 1 ACTV Linie 2 ACTV-Linie N                                                                                      |                      | 45° 26′ 7″ N, 12° 19′ 41″ O                             |
| Accademia "B"                      | ACTV Linie 1 ACTV Linie 2 ACTV-Linie N                                                                                      |                      | Fehlender Parameter region 45° 25′ 54″ N, 12° 19′ 43″ O |
| Punta Sabbioni Ferry               | ACTV Linie 17 |                      | 45° 26′ 49″ N, 12° 25′ 28″ O                            |
| Lido Santa Maria Elisabetta "E"    | ACTV Linie 8 ACTV Linie 10 ACTV Linie 18                                                                                    |                      | 45° 25′ 2″ N, 12° 22′ 3″ O                              |
| Lido Santa Maria Elisabetta        | ACTV-Linie 11 |                      | 45° 25′ 3″ N, 12° 22′ 7″ O                              |
| Tronchetto "B" (Parkhaus)          | ACTV Linie 2 ACTV-Linie N                                                                                                   |                      | 45° 26′ 24″ N, 12° 18′ 23″ O                            |
| Giardini "A"                       | ACTV Linie 8 ACTV-Linie N ACTV Linie 10 ACTV Linie 2                                                                        |                      | 45° 25′ 47″ N, 12° 21′ 18″ O                            |
| Arsenale "B"                       | ACTV-Linie 4.1 ACTV Linie 1                                                                                                 |                      | 45° 25′ 58″ N, 12° 20′ 54″ O                            |
| Sant'Elena - Stadio P.L. Penzo "B" | ACTV Linie 1 ACTV Linie 4.2 ACTV Linie 5.2 ACTV Linie 6 ACTV-Linie N                                                        |                      | 45° 25′ 31″ N, 12° 21′ 39″ O                            |
| Lido Santa Maria Elisabetta "A"    | ACTV Linie 5.1 ACTV Linie 5.2                                                                                               |                      | 45° 25′ 5″ N, 12° 22′ 8″ O                              |

## Die farbigen Linien
Die farbigen Linien A (orange), B (blau), R (rot), und V (grün) werden von der Firma alilaguna betrieben, an der die ACTV bis 2014 einen Anteil von 30 % besaß. Die Linien A, B und V bedienen den Flughafen Marco Polo.